# Berufsausbildung und Studium im Gefängnis
Berufsausbildung und Studium im Gefängnis sind Maßnahmen der Erwachsenen- und Weiterbildung während des Strafvollzugs. Sie dienen insbesondere dem Ziel, die Fähigkeiten von Gefangenen für eine Erwerbstätigkeit nach der Entlassung zu vermitteln, zu erhalten oder zu fördern.
Nach den Europäischen Strafvollzugsgrundsätzen soll Arbeit, die eine Berufsausbildung umfasst, für Gefangene, die davon profitieren können, und insbesondere für junge Gefangene, angeboten werden. Soweit möglich soll die geleistete Arbeit so sein, dass die Fähigkeit des Gefangenen, seinen Lebensunterhalt nach der Entlassung zu verdienen, erhalten oder erhöht wird.
Die deutschen Strafvollzugsgesetze enthalten entsprechende Vorschriften, die nach der Föderalismusreform 2006 die bundesgesetzlichen Regelungen im Strafvollzugsgesetz (Arbeit, Ausbildung und Weiterbildung, §§ 37 ff. StVollzG) ersetzt haben.

## Hintergrund
Der Ursprungsgedanke des Angebotes fokussiert die Resozialisierung. Man geht davon aus, dass durch eine Ausbildung oder ein Studium eine bessere Grundlage für ein straffreies Leben nach der Haft geschaffen werden kann. Durch Ausbildung und Studium und die dadurch vermittelten Kompetenzen sollen die Insassen ihre Wettbewerbsfähigkeit auf dem Arbeitsmarkt verbessern.
Insbesondere für den Jugendstrafvollzug hat das Ziel der Befähigung zu einem straffreien Leben in Freiheit und die Ausrichtung des Vollzuges auf das Ziel der sozialen Integration ein besonders hohes Gewicht. Der Gesetzgeber ist verpflichtet, ein wirksames Resozialisierungskonzept zu entwickeln und den Strafvollzug darauf aufzubauen. Dies betrifft neben Formen der Unterbringung und Betreuung, die soziales Lernen in Gemeinschaft, aber auch den Schutz der Inhaftierten vor wechselseitiger Gewalt ermöglichen, insbesondere die Bereitstellung ausreichender Bildungs- und Ausbildungsmöglichkeiten.

## Schulabschluss
Ein Schulabschluss, der für eine weiterführende Ausbildung oder ein Studium relevant ist, kann im Gefängnis nachgeholt werden. Verschiedene Bildungsabschlüsse von der Hauptschule bis zum Abitur stehen zur Verfügung. Der Unterricht richtet sich nach den in öffentlichen Schulen geltenden Vorschriften.

## Berufsausbildung
Eine Berufsausbildung kann in mehreren deutschen Gefängnissen absolviert werden. Hierbei erlernen die Häftlinge erste berufliche Fähigkeiten, außerdem soll das Interesse für weiteres Lernen und einen geregelten Arbeitsalltag gefördert werden. Die Insassen werden innerhalb des Gefängnisses in Eigen- oder Unternehmerbetrieben angelernt. Während die praktische Ausbildung in den vollzugseigenen Ausbildungsbetrieben durchgeführt wird, wird der theoretische Teil der Ausbildung durch den Berufsschulunterricht des Justizvollzugsamtes vermittelt.
Nicht jede Ausbildung kann in jeder Justizvollzugsanstalt ermöglicht werden. Daher können Gefangene bei Interesse für eine bestimmte Berufsausbildung in ein Gefängnis, mit entsprechendem Berufsausbildungsangebot verlegt werden.
Neben klassischen Ausbildungsgängen bieten manche Strafanstalten auch sogenannte Kurzausbildungen an, die nur einen Zeitraum von zwei beziehungsweise vier Monaten andauern. Es gibt ein breitgefächertes Ausbildungsangebot, so z. B.: Energieelektroniker, Mediengestalter, Maurer, Maler und Lackierer, Koch, Schweißer, Gärtner oder Fliesenleger.

## Studium
Auch ein Studium kann in einigen deutschen Haftanstalten angetreten und absolviert werden. Häftlinge, die einen Studiengang im Gefängnis anstreben, müssen entweder das Abitur, eine Fachhochschulreife oder eine abgeschlossene Berufsausbildung mit mehr als drei Jahren Berufserfahrung vorweisen können.
Das Angebot an Studiengängen für die Insassen ist beinahe genauso groß, wie das ihrer Mitstudierenden außerhalb der JVA.
Die Entscheidung darüber, ob der sich bewerbende Insasse schlussendlich studieren darf, trifft die jeweilige Strafvollzugsanstalt.
Wie im Falle der Berufsausbildung, kann sich der interessierte Sträfling auch für ein Studium an eine andere JVA verlegen lassen, sofern es in der ursprünglichen Anstalt kein entsprechendes Studienangebot gibt.
Bei erfolgreicher Immatrikulation kann das Studium als sogenanntes Fernstudium begonnen werden. Präsenzveranstaltungen dürfen die Häftlinge jedoch nicht besuchen. Die Insassen lernen hauptsächlich allein, ohne die Möglichkeit mit Kommilitonen und Kommilitoninnen zu interagieren. Abhilfe schafft hier ein seltenes Projekt namens „Uni im Gefängnis“: Dabei wird regulären Studierenden erlaubt, die JVA und die inhaftierten Kommilitonen für ein Semester zu besuchen. Auch die Nutzung des Internets ist den Studierenden in Haft untersagt. Dieses Nutzungsverbot beinhaltet u. a. Chats, andere gängige Online-Lerngruppen und interaktive Videoseminare der FernUni.
Um dies zu ändern, wurde die Lernplattform Elis (E-Learning im Strafvollzug) entwickelt, mit der die studierenden Straftäter auf die Website und eine Offlineversion von Wikipedia zugreifen können. Elis wird mit Ausnahme von Sachsen-Anhalt und Thüringen bereits deutschlandweit sowie in Österreich verwendet.

## Evaluation
Studien belegen, dass beanspruchte Bildung während des Justizvollzugs sich positiv auf das darauffolgende Arbeitsleben der Häftlinge auswirkt sowie das Rückfallrisiko senkt.